# Lothar Leiendecker
Lothar Leiendecker (* 22. September 1953 in Trier) ist ein ehemaliger deutscher Fußballspieler.

## Leben
Lothar Leiendecker wurde als drittes von vier Kindern eines Postbeamten und einer Hausfrau († 1976) geboren. Seine Geschwister sind Christa (* 1950), der Trierer Kultsänger „Helm“ Leiendecker (* 1952) und Manfred (* 1955). Lothar arbeitete immer nebenbei bei Faber Sekt (heute Schloss Wachenheim) als Bilanzbuchhalter. In seiner zeit in Bocholt lernte er seine Frau Petra kennen. Sie heirateten und zog nach Trier. Auch weil Leiendeckers Vater schwer krank war. Mit Petra hat er zwei Töchter (Linda und Katja).

## Karriere
Das Talent des 1,83 m großen Stürmers aus der dritten Mannschaft von Eintracht Trier wurde erst spät entdeckt. Er absolvierte von 1977 bis 1983 insgesamt 165 Spiele in der 2. Fußball-Bundesliga für Eintracht Trier und die SpVgg Fürth und schoss dabei 69 Tore. In Fürth sei es ihm damals nicht gut gegangen, sagt Leiendecker. „Ich hatte kein Auto, weil das Geld zu knapp war“, er hatte einen leistungsbezogenen Vertrag und einen Trainer, der nicht auf ihn setzte. Auch mit dem Oberligisten Blau-Weiß 90 Berlin schaffte der Torjäger 1983/84 den Aufstieg in die 2. Bundesliga, er wechselte jedoch wieder ins Amateurlager zum 1. FC Bocholt in die Oberliga Nordrhein. Nach einer erfolgreichen Saison zog es Leiendecker jedoch zurück in seine Heimatstadt Trier, wo er zwischen 1985 und 1987 in 40 Oberligaspielen noch 17 Tore erzielte. Mit der Eintracht feierte er 1987 noch einmal die Meisterschaft der Oberliga Südwest, sie scheiterten allerdings in der Aufstiegsrunde zur 2. Liga an den Offenbacher Kickers und der SpVgg Bayreuth. Beim Stadtrivalen VfL Trier ließ der Angreifer seine aktive Laufbahn ausklingen. 1992 gewann er mit dem VfL zum Abschluss noch einmal den Landesliga-Meistertitel, der den Aufstieg in die Verbandsliga bedeutete.
Dreimal in seiner Karriere im höherklassigen Fußball gelangen Leiendecker fünf Tore in einem Spiel, für Blau-Weiß 90 Berlin und den 1. FC Bocholt. Unerreicht bleiben aber wohl seine 75 Tore in einer einzigen Spielzeit für die Reserve von Eintracht Trier, wodurch er sich für die Profimannschaft empfahl.